# Abuls
L'Abuls est une rivière dans la région de Vidzeme en Lettonie, l'affluent gauche de la Gauja. Sa longueur est de 52 km, la superficie du bassin 430 km2.

## Géographie

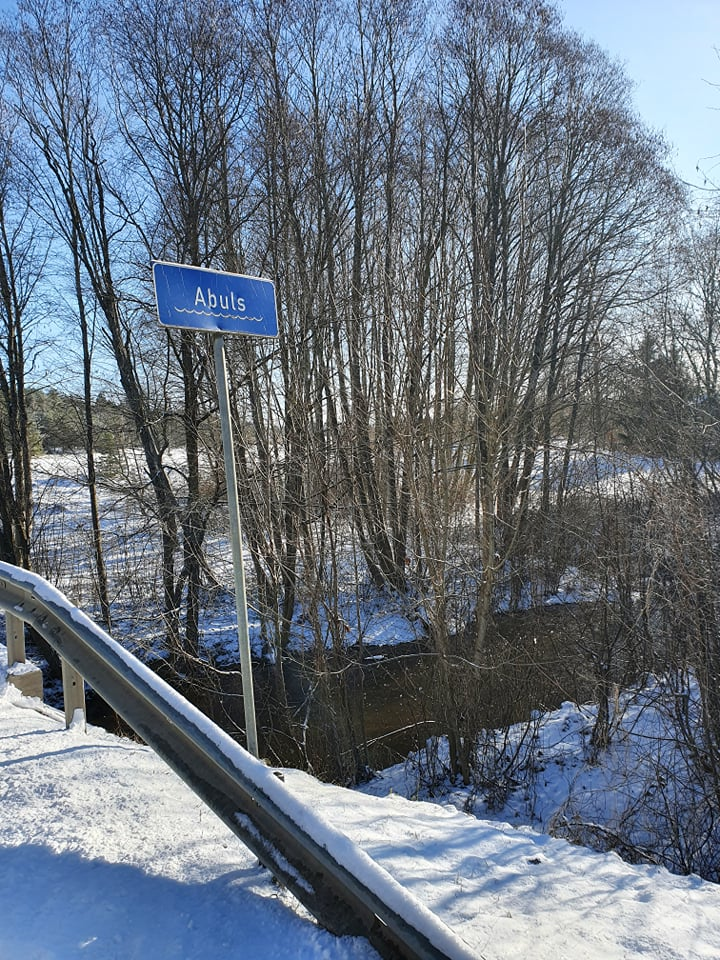
Abuls près des Brutuļi en mars 2021.

La rivière commence dans les collines de Mežole au nord-ouest des hautes terres de Vidzeme à 162 m d'altitude, coule le long de la plaine de Seda et du plateau de Trikāta. Son bassin inclut les grands marécages de Mārsnēni, Miegupe, Biksēja, Kačoru.

## Milieu naturel
À Smiltene, le barrage y forme un lac artificiel Teperis. Le lac est l'une des destinations de vacances préférées des touristes et des locaux. On trouve dans ses eaux le grand brochet, l'ide mélanote, la tanche et la truite. Cinq petites centrales hydroélectriques ont été installées sur la rivière, dont la plus ancienne des États baltes, la centrale hydroélectrique de Smiltene, a été construite en 1901.

## Principaux affluents
Rive gauche
- Dranda (11 km);
- Nigra (25 km);
- Lisa (31 km);

Rive droite
- Nārvelis (10 km);